# Lucas Bernardi
Lucas Bernardi (ur. 27 września 1977 w Rosario) – argentyński piłkarz występujący na pozycji defensywnego pomocnika. Obecnie trener.

## Kariera klubowa
Lucas Ademar Bernardi zawodową karierę rozpoczął w 1998 w klubie Newell’s Old Boys z miasta Rosario. Początkowo pełnił tam rolę rezerwowego, jednak grywał dosyć regularnie. Miejsce w podstawowej jedenastce wywalczył sobie w sezonie 1999/2000, kiedy to rozegrał 34 ligowe pojedynki.
W trakcie rozgrywek 2000/2001 Bernardi trafił do Ligue 1, gdzie podpisał kontrakt z zespołem Olympique Marsylia. Na Stade Vélodrome Argentyńczyk spędził jednak tylko pół sezonu, po czym przeniósł się do AS Monaco. Razem z „Les Rouge et Blanc” zajął dopiero piętnaste miejsce w tabeli, jednak w kolejnych rozgrywkach zdobył już wicemistrzostwo kraju. W późniejszym okresie Monaco dwa razy z rzędu kończyło ligowe zmagania na trzeciej pozycji. W 2003 Lucas wraz z drużyną wywalczył Puchar Francji, a w sezonie 2003/2004 dotarł do finału Ligi Mistrzów, w którym Monaco przegrało 0:3 z FC Porto. Od początku pobytu w klubie z księstwa wychowanek Newell’s Old Boys miał zapewnione miejsce w wyjściowym składzie. W linii pomocy początkowo grał u boku takich zawodników jak Pontus Farnerud, Alex Nyarko czy Marcelo Gallardo, a następnie Jérôme Rothen, Ludovic Giuly oraz Jaroslav Plašil. Bernardi miejsce w podstawowej jedenastce stracił w sezonie 2006/2007, w którym rozegrał tylko szesnaście ligowych spotkań. Odzyskał je w kolejnych rozgrywkach, w których tworzył duet defensywnych pomocników najpierw z Camelem Meriemem, a później z Sergio Almirónem.
W sezonie 2008/2009 Bernardi został przesunięty do rezerw AS Monaco, gdzie zagrał w dwóch meczach, zaś w styczniu 2009 opuścił Francję i trafił do drużyny, w której zaczynał karierę – Newell’s Old Boys Rosario.

## Kariera reprezentacyjna
W reprezentacji Argentyny Bernardi zadebiutował 18 sierpnia 2004 w spotkaniu przeciwko Japonii. W 2005 znalazł się w kadrze „Albicelestes” na Puchar Konfederacji. Argentyńczycy w turnieju tym dotarli do finału, w którym przegrali z Brazylią.